# Ханин, Семён Владимирович
Семён Влади́мирович Ха́нин (род. 23 мая 1999) — американский и российский шахматист, гроссмейстер (2023), мастер спорта России (2015). Победитель категории A мемориала Панченко (с перфомансом 2734), 1000GM Labor Day GM 2022 в Лос-Анджелесе (2022) и международного шахматного фестиваля в Лас-Вегасе.
Бронзовый призёр чемпионата России до 20 лет (2019), Павлодар Опен (2018), 1000GM LA Spring Splash (2023), World Open A и чемпионата Европы до 12 лет. Участник чемпионата мира по рапиду и блицу 2018 и 2019 годов.
Занимается шахматами с 5 лет. Тренерами были Артур Габриелян и Дмитрий Кряквин.
Учится в Техасском технологическом университете. В составе сборной университета в 2023 году победил на Кубке университетов KCF, который организовал Гарри Каспаров.